# واکنش فرگشتی گازی
واکنش فرگشتی گازی نوعی واکنش شیمیایی است که یک یا چند محصول آن گازهایی مانند اکسیژن یا کربن دی‌اکسید باشد. واکنش‌های فرگشتی گازی در صورتی که گازها سمی یا انفجاری باشند در یک اتاقک دود صورت می‌گیرد.

## نمونه‌ها
- یک واکنش جانشینی برای فلز روی و هیدروژن کلرید:

Zn + 2 HCl → ZnCl
2 + H
2 (gas)
در این نمونه هیدروژن به صورت مولکول دواتمی آزاد می‌شود.
- یک واکنش جانشینی برای گازهای هیدروژن کلرید و فلئور برای آزادسازی کلر به صورت مولکول دواتمی (چون فلوئور، الکترونگاتیوی بیشتری دارد):

2 HCl + F
2 → 2 HF + Cl
2 (gas)